# Trio Talweg
Le Trio Talweg est un trio de musique de chambre constitué en 2004. Il est aujourd'hui composé du pianiste français  Romain Descharmes, du violoniste français Sébastien Surel et du violoncelliste français né au Vietnam Éric-Maria Couturier.
Talweg, de Tal (vallée) et Weg (chemin), est un terme de topographie d’origine allemande - littéralement « chemin de la vallée » - qui désigne la ligne de confluence, le rassemblement des courants venus des sommets et s’écoulant vers la vallée.

## Formation
Le Trio Talweg a été formé en 2004 par trois jeunes diplômés du Conservatoire national supérieur de musique et de danse de Paris. Il était composé à l'origine du pianiste belge Alexander Gurning, du violoniste français Sébastien Surel et du violoncelliste belge Sébastien Walnier.
En 2011, la pianiste franco-brésilienne Juliana Steinbach rejoint le Trio Talweg, remplacée en 2016 par Romain Descharmes, tandis qu'au violoncelle, Sébastien Walnier est remplacé par Éric-Maria Couturier en 2014.
Riches de la diversité de leurs origines et de leurs parcours artistiques, les musiciens du trio Talweg sont à la fois héritiers de plusieurs traditions classiques et sensibles à des univers folkloriques, improvisés et contemporains.

## Carrière
Dès sa formation, le Trio Talweg bénéficie des conseils du violoncelliste Roland Pidoux et reçoit le soutien de la pianiste Martha Argerich.
Les Talweg sont invités à se produire dans de nombreux festivals et saisons musicales, en France (Salle Molière et Société de Musique de Chambre à Lyon, Classique au Vert, Musée d’Art et d’Histoire du Judaïsme à Paris, Festival de l’Orangerie de Sceaux, Festival des Forêts, Grandes Heures de Saint-Emilion), Belgique (Ars Musica, Bozar, Flagey, La Monnaie, Conservatoire Royal à Bruxelles, Philharmonie de Liège, Palais des Beaux-Arts de Charleroi, Festival de Wallonie, Été Mosan), Italie (Bologna Festival, MiTo à Milan et Turin, Villa Médicis à Rome, Palazzetto Bru Zane à Venise), ainsi qu’en Suisse (New Year Music Festival à Gstaad, Fondation Mercier à Sierre, La Chaux-de-Fonds),Allemagne, Espagne, au Luxembourg et au Japon.
Le trio est l’invité régulier de diverses émissions de radio et de télévision : Un Mardi Idéal, Le Matin des Musiciens sur France Musique, Musiq3, La Boîte à Musique de Jean-François Zygel sur France 2.

## Enregistrements
- Tchaïkovsky, Trio, opus 50 ; Chostakovitch, Trio no 1, opus 8 (février 2008, Triton TRI 331156)[3] (OCLC 652392194)
- Marcel Cominotto (2013, Azur Classical)
- Brahms, Trios pour piano, opus 8, 87 et 101 (28–30 novembre/5–6 décembre 2011, 2CD Pavane Records ADW 7566/7) (OCLC 893901663)